# Vilela Seca
Vilela Seca es una freguesia portuguesa del concelho de Chaves, con 14,11 km² de superficie y 323 habitantes (2001). Su densidad de población es de 22,9 hab/km².